# Бекіров Усеін Різайович
Бекіров Усеін Різайович (23 лютого 1982, м. Фергана, Узбецька РСР) — український кримськотатарський джазовий музикант (піаніст, скрипаль), композитор, аранжувальник, саундпродюсер. Почесний громадянин Автономної Республіки Крим (2000). Заслужений артист України (2021). Член Національної спілки композиторів України (2021). Доктор філософії з музичного мистецтва (2023). Тричі номінант на премію Греммі. Ендорсмен фірми «KORG» (Японія) в Україні (2020, 2021).
З перших днів російського вторгнення бере участь у благодійних концертах для збору коштів на підтримку ЗСУ.

## Життєпис
Усеін Бекіров народився 23 лютого 1982 р. в м. Фергана (Узбекистан). Зацікавленість музикою виникла під впливом батька, Різи Бекірова, — відомого композитора, піаніста, віолончеліста, учасника джаз-ансамблю «Сато» (Фергана) — єдиного в СРСР джазового колективу, який виконував обробки кримськотатарської музики.
1990 року родина переїхала на свою історичну батьківщину — до Сімферополя.
Усеін Бекіров отримав фундаментальну музичну освіту: закінчив Сімферопольське музичне училище ім. П. І. Чайковського (2002) за класом скрипки; Національну музичну академію України ім. П. І. Чайковського (2007) за класом скрипки за спеціальністю викладач, артист оркестру, ансамблю; композиторський факультет (2020) та асистентуру (2021) Національної музичної академії ім. П. І. Чайковського; аспірантуру Національної академії керівних кадрів культури та мистецтв (2022).
2023 року захистив дисертацію на тему «Кримськотатарський пісенний фольклор в академічній і джазовій композиторській практиці», отримав ступінь доктора філософії з музичного мистецтва.
Працює завідувачем кафедри джазу і популярної музики Львівської національної музичної академії імені М. В. Лисенка та викладачем кафедри композиції та сучасних технологій НМАУ ім. П. І Чайковського.
Автор низки наукових статей та монографії «Фольклор кримських татар в академічній і джазовій музиці кінця ХХ — ХХІ століття» (2025), в якій аналізуються твори композиторів Едема Налбандова, Ельвіри Емір, Різи та Усеіна Бекірових, а також виконавців і авторів Сусани Джамаладінової, Айсель Балич, Шеквета Зморки та Олексія Сагітова, що розкривають багатогранність фольклорних традицій кримських татар.

## Творчість
Усеін Бекіров працює в стилях фанк, ф'южн, етно-джаз. У його композиціях звучать мелодії кримських татар, українців, азербайджанців та балканський фольклор.
Автор трьох концертів для фортепіано з оркестром (2019, 2020), Сюїти в 5-ти частинах для камерного оркестру (2020),10 мініатюр для симфонічного оркестру, 12 джазових етюдів для фортепіано тощо.
Створив музику до театральних вистав «Шинель» (Київський національний молодий театр, режисер Андрій Білоус, 2020), «Лісова пісня» (режисер Ахтем Сеітаблаєв, 2020), вистави за мотивами кримськотатарських казок «Легенди Бахчисарая» (Київський театр юного глядача, режисер А. Сеїтаблаєв, 2021)
Створив музику до кінофільмів «Бойові родини» (2019), «1944» (2020), «1944. Повернення» (2020), «TAN Qizarganda» (2020), «Бойові родини» (1-4), «Мубселя» (2021). Автор музики та аранжування до саундтреку фільму «Мирний-21» (режисер А. Сеітаблаєв 2023).
Був організатором і учасником багатьох джазових колективів різних складів, які брали участь у ряді фестивалів на території України та за кордоном. Серед них:
- 1999 — учасник бенду Індустріально-педагогічного інституту АР Крим під керівництвом Геннадія Ассятуряна;
- 2000 — виконав ряд концертів із заслуженим артистом АР Крим та Ізраїлю саксофоністом Олександром Новосельським.;
- 2001 — заснував ансамбль «Tutti» і вперше виступив з ним на Міжнародному джазовому фестивалі «Золотий Грифон» (м. Сімферополь). Цього ж року ансамбль взяв участь в Міжнародному джазовому фестивалі «ДоДж-2001» (м. Донецьк);
- 2002 — створив колектив «Senya Project» (ритм-група: Андрій Арнаутов — бас, Олександр Муренко — ударні);
- 2003 — організував новий колектив «Freenational Band» (Євген Дідик — флюгельгорн, Костянтин Іоненко — бас, Олександр Муренко —ударні, Сусана Джамаладінова — вокал);
- 2004 — створив експериментальний етноджазовий колектив «Ethnovation» (Максим Кочетов — альт-сакс, Олександр Мельник — бас-гітара, Максим Малишев — ударні, Армен Костандян — дудук, вокал) з яким взяв участь в конкурсі «ДоДж-Юніор- 2004», де й отримав премію «Найкращий джазовий клавішник»;
- 2005 — створив колектив з флейтистом Олександром Мельником, виступив як гість на фестивалі «ДоДж» (м. Донецьк);
- 2006 — участь у сольному проєкті вокалістки Сусани Джамаладінової (Джамала) на фестивалі «Jazz Koktebel»;
- 2007 — фанк-група «Mazafunka Group» (Усеїн Бекіров — клавіші, Богдан Гуменюк — тенор-сакс, Денніс Аду — труба, Микола Кістеньов — бас-гітара, Максим Малишев — ударні);
- 2010 — створив своє тріо[8] в різних поєднаннях з басистами Ігорем Закусом, Артемом Лебедєвим, Андрієм Коханом, Андрієм Воробйовим і барабанщиками Максимом Малишевим, Валерієм Коваленком, Олександром Муренком;
- 2013 — створив етноф'южн квартет (Олександр Павлов — гітара, Ігор Закус — бас-гітара, Олександр Поляков — ударні), з яким брав участь у проєкті Ігоря Закуса. З 2014 р. у квартеті грають Андрій Кохан — бас-гітара, Олександр Павлов — гітара, Валерій Коваленко — барабани;
- 2015 року у проєкті Олексія Когана «Тема з варіаціями. Live» квартет виступив в складі: Усеїн Бекіров — клавіші, Євген Уваров — гітара, Ігор Закус — бас, Максим Кондратенко — барабани.

Бере участь в проєктах музикантів: Богдан Гуменюк, Денніс Аду, Микола Кістеньов, Баррі Бренхард (Чикаго, США), грає з групою Oakmen, у квінтеті Усеіна Бекірова (з братами Лебедєвими, Олександром Павловим і Андрієм Кузьменчуком).
Як піаніст та саундпродюсер співпрацював у проєктах з такими музикантами як Майк Штерн (США), Ібрагім Маалуф, Хадрієн Феро (Франція), Сарп Маден (Туреччина), Денис Чемберс (США), Ренди Брейкер (США), Джеймс Джинус (США), Ада Роватті (США), Сенк Ердоган (Туреччина)
Працював з українськими артистами: Алла Кудлай, Віктор Павлік, Джамала, Потап, гурт «Алібі», Тіна Кароль, Таїсія Повалій, Едуард Приступа (Діля), Ельзара Баталова.
Постійний учасник європейських джазових фестивалів, серед них «HanseStadtFest» (Франкфурт), «Krakov Jazz» та ін., а також завсідник великих українських джазових фестивалів: «Koktebel Jazz Fest», «Alfa Jazz Fest», «ДоДж», «Chernihiv Jazz Open», «Джазділіжанс», «Jazz Bez», «Kyiv Open Air», проєктів «Jazz Коло» Ігоря Закуса, «Тема з варіаціями. Live» Олексія Когана.
Учасник джазового концерту Міністерства закордонних справ Open Air «Музика вільних людей» (2017).
З 2018 року є ендорсменом фірми «KORG» в Україні.

### Музичні альбоми
- 2016 — альбом «Taterrium», матеріали для якого автор збирав близько 10 років. У назві якого зашифровано анаграму зі слів «tatar» (татарський) і «terra» (земля). До альбому увійшли 11 композицій, створених на основі кримськотатарських народних пісень та мелодій в джазовій обробці, а також авторські композиції Усеіна Бекірова та п'єси його колег[2].
- 2021 — альбом «Hands»[10]. Джазовий саунд композицій, що увійшли до нього, направлений в стильове русло ethno-jazz та world music.  Композиції поєднують ритми та мелодика кримськотатарської народної музики, оригінальні авторські теми композитора, що майстерно стилізовані в руслі східно-орієнтального звучання, та чіткі посилання до класичної джазової лексики в стилі fusion та funk музики. Співаранжувальником та виконавцем партії ударних альбому «Hands» став відомий музикант Максим Малишев. Унікальною подією для української джазової музики стала участь у записі альбому виконавців зі світовим визнанням, таких як Майк Штерн (США), Ібрагім Маалуф (Ліван-Франція), Сарп Маден (Туреччина), Хадрієн Феро (Франція)  та інших.

### Музичні проєкти
«Studio cooperation» (2021) — авторська програма Усеіна Бекірова, що об'єднала на одній сцені кращих джазових музикантів.

## Премії та номінації
- Почесний громадянин Автономної Республіки Крим (2000);
- Заслужений артист України (2021);
- 2001 — ансамбль Tutti отримав премію на Міжнародному джазовому фестивалі «ДоДж-2001» (м. Донецьк);
- 2001 — отримав першу премію як сольний джазовий піаніст на Міжнародному джазовому фестивалі ім. Ростислава Кобанченка (м. Одеса);
- 2004 — премія «Кращий джазовий клавішник» на Міжнародному джазовому фестивалі «ДоДж» (м. Донецьк).

Композитор тричі номінований на премію Греммі. Альбом SATO представлений у номінації «Кращий інструментальний альбом», пісня FREEDOM — у категорії «Соціальні зміни», а трек RESET — у номінації «Краще джазове виконання».

## Вибрані наукові публікації
- Фольклор кримських татар в академічній і джазовій музиці кінця ХХ — ХХІ століття: монографія / Усеін Бекіров. — Суми, 2025. — 180 с.

### Статті
- Історичні аспекти розвитку кримськотатарської музики / У. Бекіров // Художня культура і мистецька освіта: традиції та сучасність: зб. матер. Міжнар. наук. творч. конф. (Київ, 20—21 листоп. 2018 р.) — Київ: НАКККіМ, 2018. — С. 172—174.
- Джаз у творчості композиторів Криму / У. Бекіров // Мистецтвознавчі записки. Вип. 36. — Київ: Ідея Принт, 2019. — С. 222—226.
- Кримськотатарський театр: історія та сьогодення / У. Бекіров // Сучасний культурний простір у мистецтвознавчому дискурсі: зб. матер. Міжнар. дистанц. наук. практ. конф. (Київ, 14 листоп. 2019 р.). — Київ: НАКККіМ, 2019. — С. 169—171.
- Вплив джазу та кримськотатарської музики на творчість Джамали / У. Бекіров // Культура та мистецтво: сучасні тенденції та перспективи: матер. Всеукр. наук.-практ. конф (Одеса, 4 черв. 2020 р.). — Одеса: Міжнародний гуманітарний університет, 2020. — С. 267—269.
- Танцювальні образи у творі Назіма Амедова «Рондо-Хайтарма» для скрипки і фортепіано / У. Бекіров // Вісник Національної академії керівних кадрів культури і мистецтв. — 2023. — № 1. — С. 308—313.